# Жаксинський сільський округ
Жакси́нський сільський округ (каз. Жақсы ауылдық округі, рос. Жаксынский сельский округ) — адміністративна одиниця у складі Жаксинського району Акмолинської області Казахстану. Адміністративний центр та єдиний населений пункт — село Жакси.
Населення — 4626 осіб (2021; 5097 у 2009, 5350 у 1999, 6573 у 1989).
Станом на 1989 рік існувала Жаксинська селищна рада (смт Жакси).